# Kecskés László (helytörténész)
Kecskés László (Komárom, 1913. szeptember 7. – Komárom, 1995. október 27.) helytörténész, múzeumigazgató. Jelmondata: "Ne csak szeresd, tudd is, miért szereted szülőföldedet!"

## Életpályája

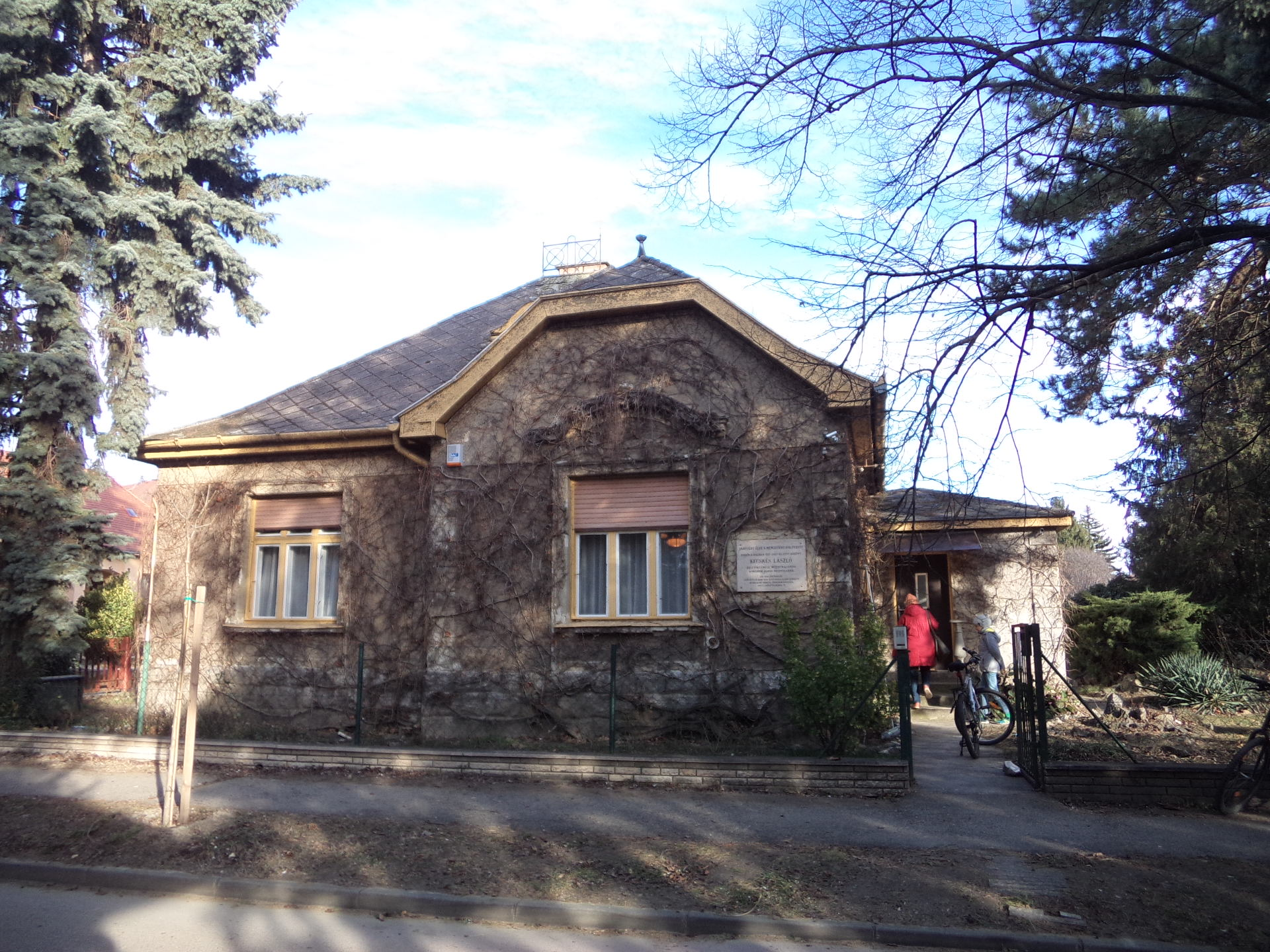
Háza a Vág utcában
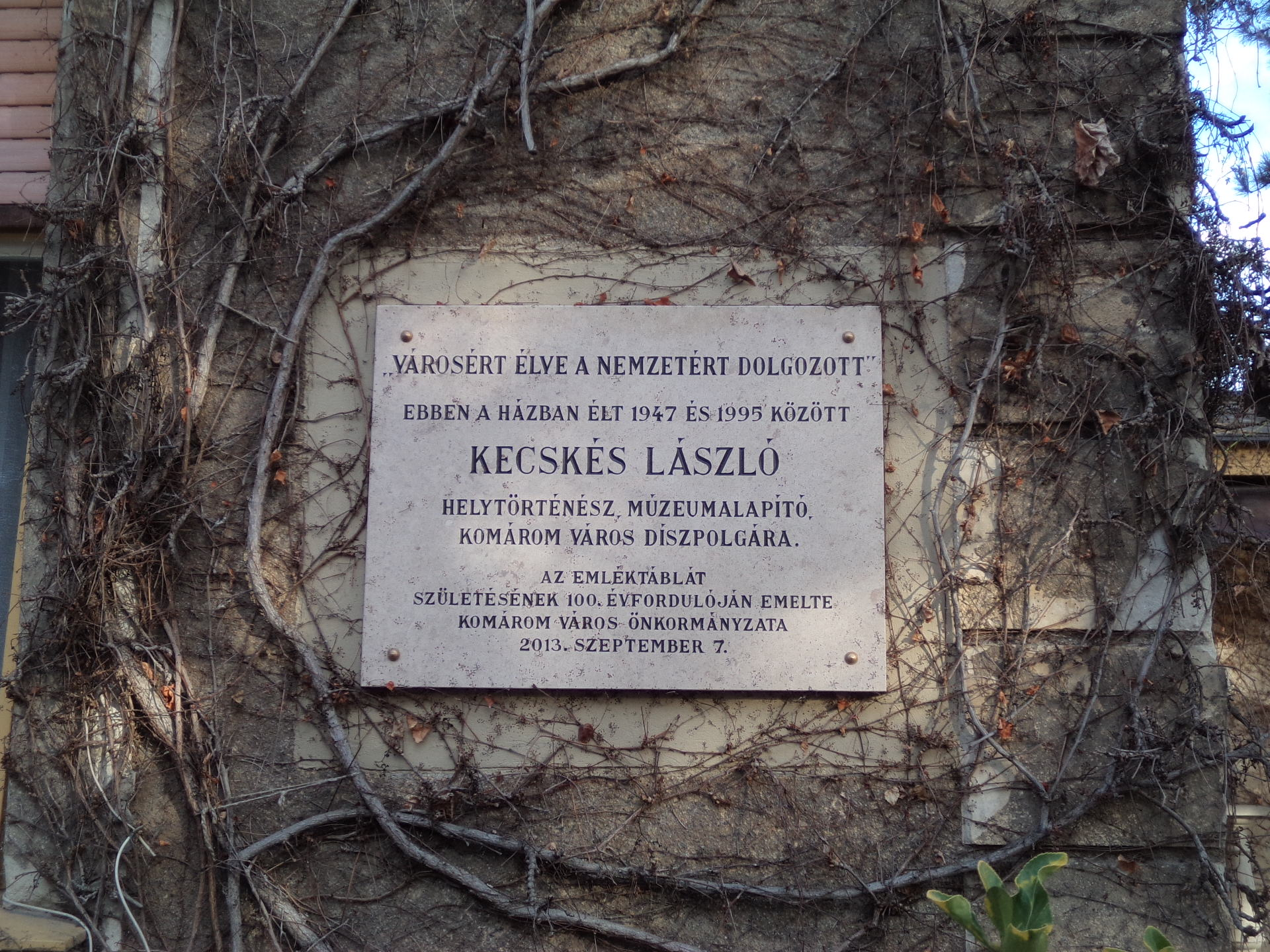
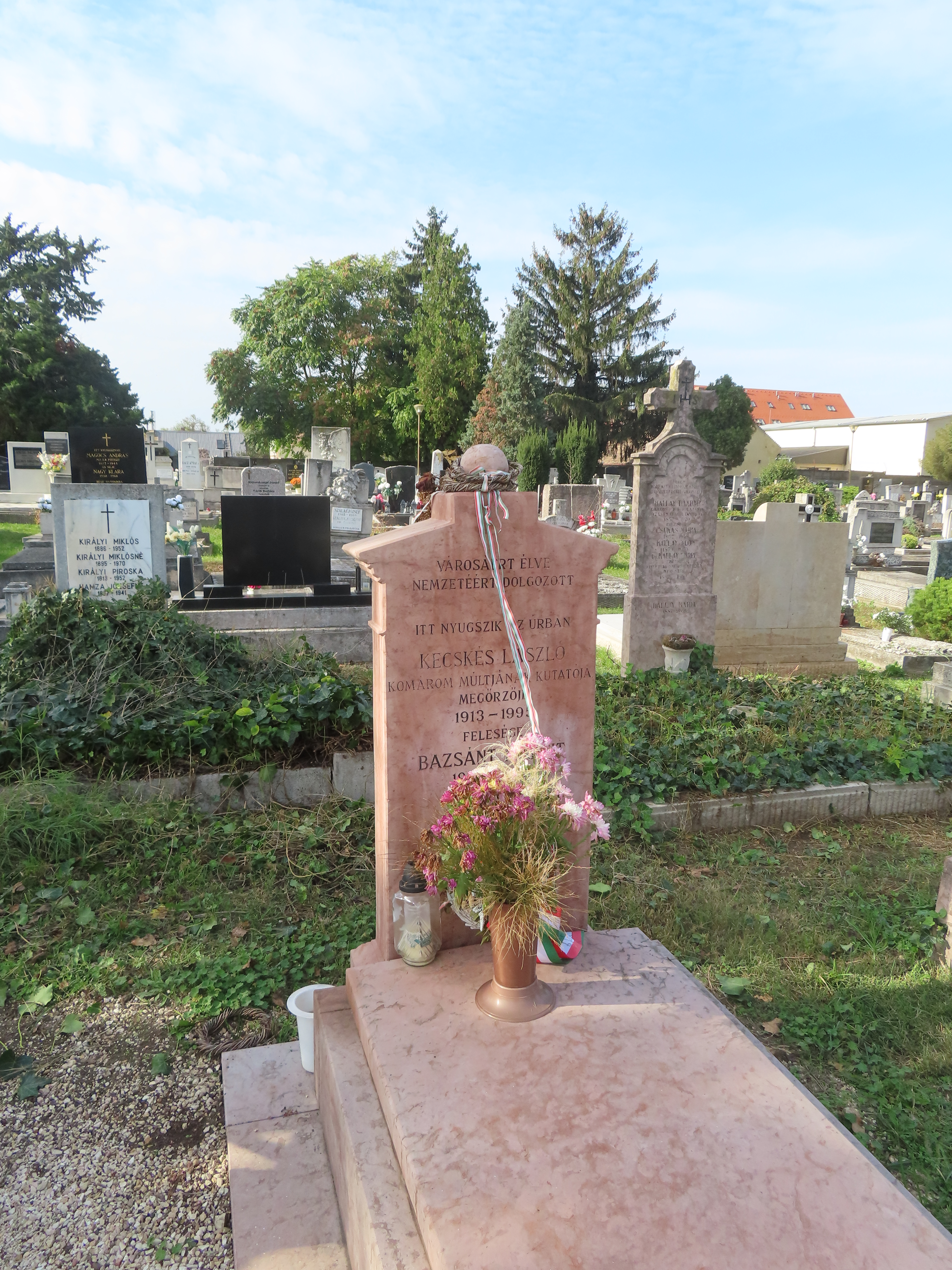

Ősei szekeresgazdák és vízimolnárok voltak.
Iskoláit Komáromban végezte, 1931-ben érettségizett a helyi bencés gimnáziumban. Részt vett a cserkészmozgalomban. Érettségi után a városháza számviteli osztályán dolgozott. 7 évi katonaság, másfél évi hadifogság után a csehszlovák hatóságok kollaboránsként bebörtönözték. Kitelepítésük előtt 1946 októberében áttelepült Dél-Komáromba. Előbb apósánál volt hentesinas, majd minden igazolás után 1948-tól a városházán lett főkönyvelő.
1952-től a Komáromi Ruházati és Szolgáltató Kisipari Szövetkezet, 1956-tól a Komáromi Épületkarbantartó Kisipari Termelő Szövetkezet könyvelője volt. 1973-ban nyugdíjba vonult. A Számviteli Főiskolán képesített könyvelői bizonyítványt szerzett.
A komáromi Klapka György Múzeum alapítója (1965) és vezetője, valamint a Múzeumbarát Kört is vezette. Számos helytörténeti tanulmány és könyv szerzője.
Felesége Bazsánt Margit, lányaik Kecskés Ágnes gobelinművész és Kecskés Júlia.

## Művei
- 1973 Komárom története
- 1975 Komárom emlékműve, műemlékei, utcanévadói
- 1978/2006 Komáromi mesterségek
- 1978 Komárom erődrendszere
- 1979 Komárom irodalmi élete
- 1984/1993 Komárom az erődök városa
- 1985 Komárom
- 2002 Komáromi szekeresgazdák. Komárom.
- 2005 Komáromi halászok
- A komáromi Klapka György Múzeum három évtizede Archiválva 2008. október 9-i dátummal a Wayback Machine-ben

## Elismerései és emlékezete
- Komárom-Esztergom Megye Alkotó-díj
- Bél Mátyás-díj
- Pro Urbe díj
- 1995 Komárom díszpolgára[2]
- 2001 Kecskés László Társaság
- 2003 Domborműves emléktábla a Klapka György Múzeum bejáratánál
- 2010 Kecskés László-sétány emléktáblával, Komárom
- 2013 Kecskás László Emlékév, Komárom
- 2013 Emléktábla a lakóházán
- 2019-ben felesége halála után lakóházát múzeumi célra megvásárolták